# Åsön
Åsön är även ett äldre namn på Södermalm i Stockholm.
Åsön är en liten ö i mitten av Storsjön i Jämtland.
Åsön var tidigare gränspunkten för fem olika socknar: Rödön, Frösö, Sunne, Norderö och Hallen. På 1920-talet byggde pojkar från Norderön en stuga på Åsön, enligt uppgift använde de rentvättade fotoplåtar som fönsterrutor, stugan brändes ner när F 4 Frösön skulle börja använda ön som skjutmål. På 1940-talet började ön användas av F 4 Frösön som bombmål.